# 閂 (錠)
閂（かんぬき）とは左右の扉もしくは扉と枠の双方に跨る様に通す事で建具を開かない様にするための棒状の金物や木材などの部材。「関木（かんぎ）」「貫木（かんのき）」「関の木」とも言う。

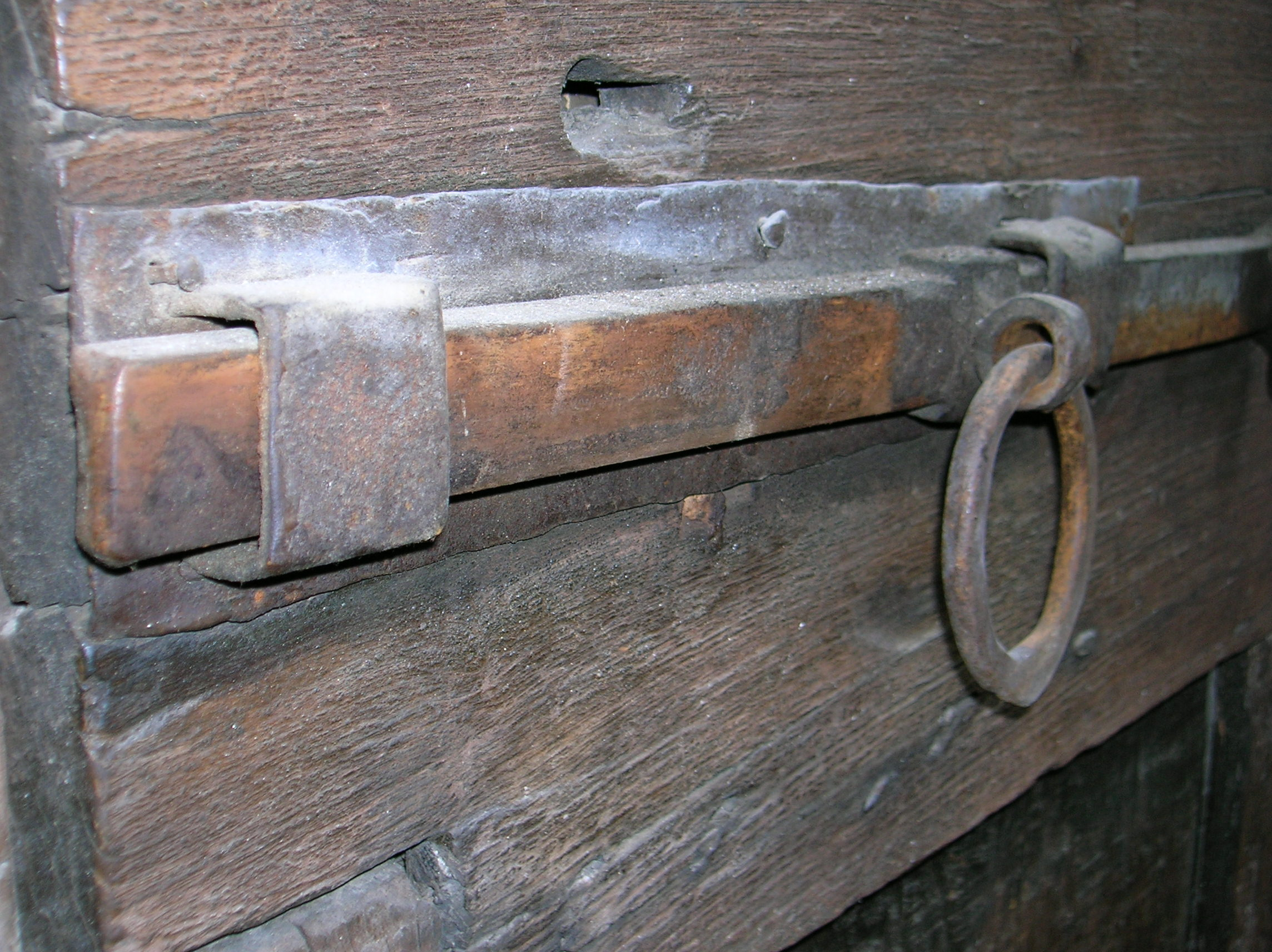
横木による閂
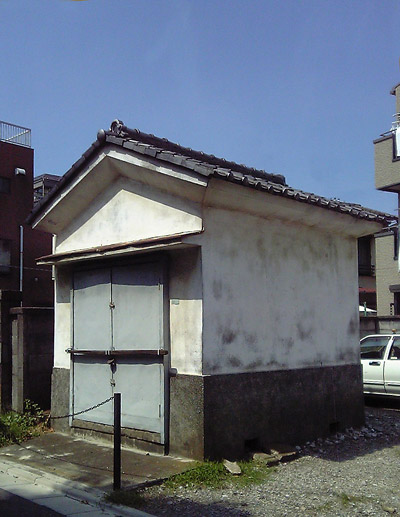
両の扉に通された閂

## 構造
一般的に閂は、二箇所以上で固定した閂鎹で横に支えられる。
また、近世の町屋においては蔀梁から下の敷居まで取り付ける（昼間は取り外しておく）、溝の入った竪木の形での閂も存在する。

## 各部の名称・構造

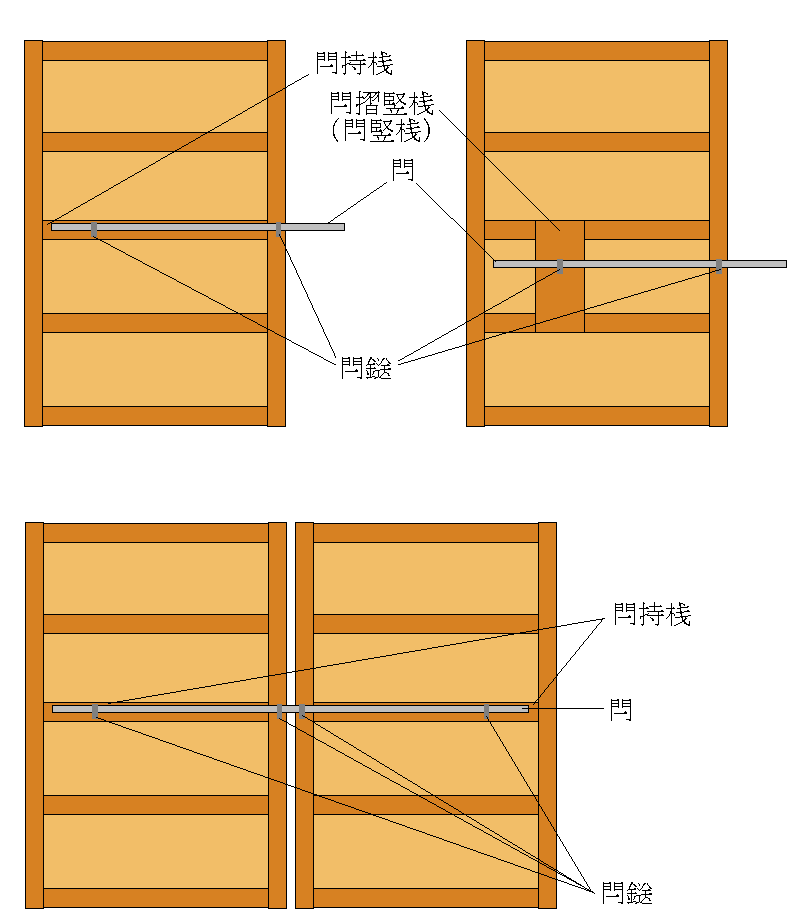
左上：横桟を閂持桟として扉と枠を固定した閂、右上：竪桟を閂持桟として扉と枠を固定した閂、下：左右の扉を固定した閂。

閂鎹（かんぬきかすがい）
「閂持金物」ともいい、閂を支えるために門戸の桟に取り付けた箱金物。その先端が扉表に出ているのを隠すために饅頭金物（乳金物）を付ける。
閂持桟（かんぬきもちざん）
閂を取り付けてある扉の桟。大抵は横の物を言うが、縦を含める場合もあり、その場合の竪桟を「閂摺竪桟（かんぬきずりたてざん）」または「閂竪桟」と言う。
胴摺り（どうずり）
塀重門などの扉において、閂を取り付けるための幅広の横桟。「閂吊りの桟（かんぬきづりのさん）」とも。